# Judith Barrett
Judith Barrett, nata Lucille Kelley e anche nota come Nancy Dover (Venus, 2 febbraio 1909 – Palm Desert, 10 marzo 2000), è stata un'attrice statunitense.

## Filmografia parziale
- I pionieri del West (Cimarron), regia di Wesley Ruggles (1931)
- Yellowstone, regia di Arthur Lubin (1936)
- Sos apparecchio 107 (Flying Hostess), regia di Murray Roth (1936)
- La rivincita di Clem (The Good Old Soak), regia di J. Walter Ruben (1937)
- Let Them Live, regia di Harold Young (1937)
- Armored Car, regia di Lewis R. Foster (1937)
- Behind the Mike, regia di Sidney Salkow (1937)
- Illegal Traffic, regia di Louis King (1938)
- Persons in Hiding, regia di Louis King (1939)
- I'm from Missouri, regia di Theodore Reed (1939)
- The Gracie Allen Murder Case, regia di Alfred E. Green (1939)
- Television Spy, regia di Edward Dmytryk (1939)
- Passaggio conteso (Disputed Passage), regia di Frank Borzage (1939)
- The Great Victor Herbert, regia di Andrew L. Stone (1939)
- La danzatrice di Singapore (The Road to Singapore), regia di Victor Schertzinger (1940)
- Women Without Names, regia di Robert Florey (1940)
- Those Were the Days!, regia di Theodore Reed (1940)

## Vita privata
È stata sposata con il cantante e attore Cliff Edwards dal 1932 al 1936, mentre successivamente, dal 1940 al 1952 con lo sportivo Lindsay C. Howard.